# Costin Sandu
Costin Sandu (n. 14 mai 1934) este un fost deputat român în legislatura 1990-1992, ales în județul Buzău pe listele partidului FSN. În cadrul activității sale parlamentare, Costin Sandu a fost membru în grupurile parlamentare de prietenie cu Republica Libaneză, Republica Islamică Iran, URSS și Canada. 